# Laricobius naganoensis
Laricobius naganoensis is een keversoort uit de familie tandhalskevers (Derodontidae). De wetenschappelijke naam van de soort is voor het eerst geldig gepubliceerd in 2011 door Leschen.
De soort komt voor in Japan.